# Alzon
Alzon is een gemeente in het Franse departement Gard (regio Occitanie) en telt 208 inwoners (1999). De plaats maakt deel uit van het arrondissement Le Vigan. Alzon ligt aan de rivier de Vis.

## Geografie
De oppervlakte van Alzon bedraagt 26,1 km², de bevolkingsdichtheid is 8,0 inwoners per km².
De onderstaande kaart toont de ligging van Alzon met de belangrijkste infrastructuur en aangrenzende gemeenten.

## Demografie
Onderstaande figuur toont het verloop van het inwonertal (bron: INSEE-tellingen).